# Bacteroidales
Die Bacteroidales bilden eine Ordnung  innerhalb der Abteilung der Bacteroidota. Sie wird meist als die einzige Ordnung der Klasse Bacteroidia angesehen, teilweise auch neben einer Schwesterordnung Marinilabiliales.

## Erscheinungsbild
Der Gram-Test ist negativ. Es sind kokkenförmige und stäbchenförmige Arten vorhanden.  Auch fusiforme (spindelförmige) Stäbchen kommen vor, z. B. Tannerella forsythia. Sporen werden nicht gebildet. Einige Arten sind durch Gleitbewegungen motil (beweglich), andere sind unbeweglich.

## Vorkommen
Die Arten sind in vielen verschiedenen Habitaten zu finden. So wurden  Arten von Marinilabilia aus Meereschlamm isoliert. Arten von Blattabacterium (Familie Blattabacteriaceae) wurden in Termiten und Schaben gefunden und Bacteroides im menschlichen Darm.

## Pathogenität
Innerhalb der Bacteroidia sind auch einige Menschen krankheitserregende (pathogene) Arten vorhanden. So sind Bacteroides fragilis und Bacteroides thetaiotaomicron opportunistische Krankheitserreger des Menschen.

## Systematik
Die Ordnung der Bacteroidales zählen zu der Klasse Bacteroidia. Zu dieser Klasse wurde auch die Ordnung Marinilabiliales gestellt, dies steht allerdings unter Diskussion. Die einzige Familie der Marinilabiliales wären die Salinivirgaceae, diese wird alternativ auch zu den Bacteroidales gestellt.
Es folgt eine Liste mit einer Auswahl von Familien die zu den Bacteroidales gestellt werden. (Stand März 2021):
- Klasse Bacteroidia
  - Ordnung Bacteroidales
    - Familie Bacteroidaceae
    - Familie Balneicellaceae
    - Familie Lentimicrobiaceae
    - Familie Marinifilaceae
    - Familie Marinilabiliaceae
    - Familie Odoribacteraceae
    - Familie Porphyromonadaceae
    - Familie Prevotellaceae
    - Familie Prolixibacteraceae
    - Familie Rikenellaceae

Anm.: Die Taxonomie des National Center for Biotechnology Information (NCBI) führt die Familien Marinifilaceae, Marinilabiliaceae Prolixibacteraceae in einer eigenen Ordnung Marinilabiliales Wu et al. 2016 innerhalb der Klasse Bacteroidia.

## Ökologie
Die einzelnen Arten sind meist anaerob. Auch fakultativ anaerobe, d. h. fähig Sauerstoff zu tolerieren, sind vorhanden. Die anaerobe Gattung Bacteroides ist im menschlichen Darm die häufigste Bakterienart.